# Show Me How You Burlesque
Singles de Christina Aguilera
Express
(2010) Moves like Jagger
(2011)
Pistes de Burlesque
Bound To You
(8) The Beautiful People (from Burlesque)
(9)
Show Me How You Burlesque est une chanson de Christina Aguilera, troisième extrait de la bande originale de Burlesque.

## Histoire
Début 2010, filt la démo de cette chanson, nommée Spotlight.[incompréhensible] Il a été pensé que ce morceau soit dans l'album Bionic, sixième album studio de la chanteuse. RCA a refusé que cette chanson soit dans Bionic.

## Performance Live
Aguilera a donné une performance lors de la finale de saison de Dancing with the Stars.

## Classements hebdomadaires
| Classement (2010-11)            | Meilleure position |
| ------------------------------- | ------------------ |
| Allemagne (Media Control AG)    | 89                 |
| Australie (ARIA)                | 29                 |
| Australie (ARIA Digital Tracks) | 29                 |
| Canada (Digital Songs)          | 47                 |
| États-Unis (Hot 100)            | 70                 |
| États-Unis (Digital Songs)      | 42                 |
| Finlande (Tilastot Suomen)      | 23                 |
| Nouvelle-Zélande (RMNZ)         | 8                  |
| Suisse (Schweizer Hitparade)    | 26                 |